# Croatotrechus tvrtkovici
Genre
Espèce
Croatotrechus tvrtkovici est une espèce d'insectes coléoptères de la famille des Carabidae, la seule du genre Croatotrechus.

## Distribution
Cette espèce est endémique de Croatie, elle ne se rencontre que dans les grottes des Gorski Kotar dans les Alpes dinariques.

## Publication originale
- (en) Casale & Jalžić, 1999 : Croatotrechus (new genus) tvrtkovici n. sp. a new species of eyeless trechine beetle from Gorski kotar (Coleoptera, Carabidae, Trechini). Natura Croatica, vol. 8, n. 2, p. 137 - 145.